# Vuotsjaure
Vuotsjaure eller Vuoddsjávrátje är en sjö i Sorsele kommun i Lappland och ingår i Umeälvens huvudavrinningsområde. Sjön har en area på 0,0908 kvadratkilometer och ligger 707,3 meter över havet. Vuotsjaure ligger i Vindelfjällen Natura 2000-område. Sjön avrinner via Vuotsbäcken till Vindelälven. Kungsleden passerar strax söder om sjön och korsar Vuotsbäcken.

## Delavrinningsområde
Vuotsjaure ingår i det delavrinningsområde (733379-151387) som SMHI kallar för Ovan Guoletsbäcken. Medelhöjden är 743 meter över havet och ytan är 53,02 kvadratkilometer. Räknas de 39 avrinningsområdena uppströms in blir den ackumulerade arean 573,44 kvadratkilometer. Vindelälven som avvattnar avrinningsområdet har biflödesordning 2, vilket innebär att vattnet flödar genom totalt 2 vattendrag innan det når havet efter 416 kilometer. Avrinningsområdet består mestadels av skog (42 procent) och kalfjäll (56 procent). Avrinningsområdet har 0,69 kvadratkilometer vattenytor vilket ger det en sjöprocent på 1,3 procent.